# بوبي غيرهارت
بوبي غيرهارت (بالإنجليزية: Bobby Gerhart)‏ هو سائق سباق أمريكي، ولد في 21 يوليو 1958 في لبنان في الولايات المتحدة.

## وصلات خارجية
- الموقع الرسمي
- بوبي غيرهارت على موقع Racing-Reference.info (الإنجليزية)